# MAX Success Sports
MAX Success Sports is een Chinese wielerploeg die in 2009 werd opgericht en deelneemt aan de continentale circuits.

## Bekende renners
- Xu Gang (2009-2011)

## Seizoen 2014

### Transfers
| Inkomend | Team 2013 | Uitgaand | Team 2014 |
| -------- | --------- | -------- | --------- |

## Seizoen 2013

### Overwinningen in de UCI Asia Tour
| Datum   | Wedstrijd                 | Cat. | Winnaar |
| ------- | ------------------------- | ---- | ------- |
| 11 juni | 3e etappe Ronde van Korea | 2.2  | Liu Hao |

### Renners
| Naam          | Geboortedatum    | Nationaliteit | Ploeg 2012         |
| ------------- | ---------------- | ------------- | ------------------ |
| Bai Lijun     | 19 november 1988 | China         | Neo                |
| Gu Yingchuan  | 19 januari 1994  | China         | Neo                |
| Huang En      | 23 november 1988 | China         |                    |
| Jiang Zhihui  | 3 maart 1994     | China         | Neo                |
| Liu Hao       | 7 november 1988  | China         |                    |
| Liu Xinyang   | 21 maart 1992    | China         | Neo                |
| Liu Yuepeng   | 2 mei 1990       | China         | Malak Cycling Team |
| Ni Yihui      | 9 maart 1993     | China         |                    |
| Qi Pengfei    | 9 december 1989  | China         |                    |
| Qin Chenlu    | 24 oktober 1992  | China         | Neo                |
| Wang Jiong    | 30 augustus 1991 | China         |                    |
| Wu Nan        | 20 november 1990 | China         | Neo                |
| Xue Chaohua   | 31 maart 1992    | China         | Neo                |
| Xue Mingxing  | 20 februari 1981 | China         |                    |
| Zhang Hui     | 28 mei 1989      | China         |                    |
| Zhang Ruisong | 1 juli 1989      | China         |                    |